# Tobias Greenhalgh

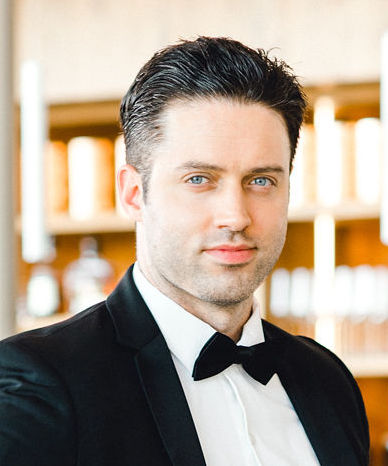
Tobias Greenhalgh (2021)

Tobias Greenhalgh (geboren um 1990 in Rochester (New York)) ist ein US-amerikanischer Opernsänger (Bariton). 

## Leben
Greenhalgh absolvierte sein Gesangsstudium an der Juilliard School; dort sang er unter anderem Ferryman in Brittens Curlew River und Demetrius in Midsummer Night's Dream sowie die Voice of Pokaye in Davies’ Kommilitonen. Sein Studium schloss er mit einem Bachelor und einem Master of Music ab. Er ist Preisträger mehrerer Wettbewerbe.
Engagements in den USA führten ihn unter anderem an die Palm Beach Opera, die Virginia Opera, die Baltimore Concert Opera, die Charlottesville Opera, die Boston Lyric Opera und an das Michigan Opera Theatre.
Von 2014 bis 2016 gehörte Greenhalgh dem Jungen Ensemble des Theaters an der Wien an, mit dem er sein Europa-Debüt als Eugen Onegin in Tschaikowskis gleichnamiger Oper an der Wiener Kammeroper gab. Am Staatstheater am Gärtnerplatz übernahm er vier Partien in Purcells King Arthur. An der Opéra national de Montpellier war er als Dr. Malatesta in Don Pasquale zu hören. Er trat außerdem bei Festivals auf, unter anderem beim Festival d’Aix-en-Provence, beim Grand Teton Music Festival, beim Musikfestival Zakopane in Polen und beim Lehár Festival Bad Ischl. Außerdem ging er als Figaro (Il barbiere di Siviglia) mit der Glyndebourne Opera auf Tournee.
Am Opera Theatre of Saint Louis übernahm er 2014 zwei Rollen bei der Uraufführung der Oper Twenty Seven von Ricky Ian Gordon. 2019 sang er die Bariton-Partie bei der Uraufführung von Joby Talbots Kantate A Sheen of Dew on Flowers im Londoner Barbican Centre.
Seit der Spielzeit 2019/2020 ist er festes Ensemble-Mitglied am Aalto-Theater in Essen und sang dort seitdem unter anderem Aeneas (Dido and Aeneas), den Grafen Almaviva (Le Nozze di Figaro), Papageno (Die Zauberflöte), Figaro (Il barbiere di Siviglia), Marquis von Posa (Don Carlos), Schaunard (La Bohème) und Ottokar (Der Freischütz).
Greenhalghs Repertoire umfasst neben dem Opernfach auch Partien in Operette und Musical. Außerdem wirkt er als Konzert-, Oratorien- und Liedsänger. Zu seinem Repertoire zählen Werke wie Bachs Matthäuspassion, Mendesssohns Die erste Walpurgisnacht und Five Mystical Songs von Vaughan Williams. Im Jahr 2018 debütierte er zum Beispiel in der Carnegie Hall als Gefangener in The Prison von Ethel Smythe.  Liederabende gab er unter anderem in der Carnegie Hall und im Arnold Schönberg Center in Wien. 2015 führte er gemeinsam mit dem tschechischen Tänzer und Choreographen Martin Dvořák eine szenisch-tänzerische Version von Schuberts Liederzyklus Winterreise an der Wiener Kammeroper und anschließend in Prag, Brünn und Opava auf.

### Privates
Greenhalgh heiratete im Juli 2022 die russische Opernsängerin Julia Muzychenko in Kopenhagen.

## Rollen-Repertoire (Auswahl)
- Argante in Rinaldo von Georg Friedrich Händel

- Aeneas in Dido and Aeneas von Henry Purcell
- Titelrolle in Don Giovanni von Wolfgang Amadeus Mozart
- Graf Almaviva in Le nozze di Figaro von Wolfgang Amadeus Mozart
- Papageno in Die Zauberflöte von Wolfgang Amadeus Mozart
- Ottokar in Der Freischütz von Carl Maria von Weber
- Rodrigo Marquis von Posa in Don Carlos von Giuseppe Verdi
- Figaro in Il barbiere die Siviglia von Gioachino Rossini
- Malatesta in Don Pasquale von Gaetano Donizetti
- Belcore in L'elisir d'amore von Gaetano Donizetti
- Cecil in Maria Stuarda von Gaetano Donizetti
- Escamillo und Dancaïro in Carmen von Georges Bizet
- Schaunard in La Bohème von Giacomo Puccini
- Titelrolle in Eugen Onegin von Pjotr I. Tschaikowski

- Silvio in I Pagliacci von Ruggero Leoncavallo
- Valentin in Faust von Charles Gounot
- Pelléas in Pelléas et Mélisande von Claude Debussy
- Caliban in Der Sturm von Jean Sibelius
- Samuel in Die Piraten von Penzance von Arthur Sullivan
- Demetrius in Ein Sommernachtstraum von Benjamin Britten

- Ned Keene in Peter Grimes von Benjamin Britten

- Tom Joad in The Grapes of Wrath von Ricky Ian Gorden

- Ramiro in L'heure espagnole von Maurice Ravel
- Riff in West Side Story von Leonard Bernstein
- Maximilian in Candide von Leonard Bernstein
- Dr. Falke in Die Fledermaus von Johann Strauss
- Pappacoda in Eine Nacht in Venedig von Johann Strauss

## Preise (Auswahl)
- 1. Preis beim Liederkranz Opernwettbewerb 2013 in New York City[12]
- 1. Preis beim Mario Lanza Wettbewerb für Tenöre, New York City[3]
- Encouragement Award der Marilyn Horne Foundation[3]
- Grand Prize der Metropolitan International Vocal Competition[13]
- 2. Platz bei der Oratorio Society of New York Competition[3]
- 3. Platz bei der Gerda Lissner Competition[3]
- Richman Memorial Award des Opera Theatre of Saint Louis[13]
- 3. Preis beim Internationalen Hilde-Zadek-Gesangswettbewerb (2015)[1]

## Soziales Engagement
Greenhalgh gründete gemeinsam mit John Brancy die Operation Superpower, ein Opernprojekt für Kinder, welches gegen Mobbing in der Schule Position bezieht.